# Wataru Tanigawa
Wataru Tanigawa (en japonés: 谷川航, Tanigawa Wataru; Funabashi, 23 de julio de 1996) es un deportista japonés que compite en gimnasia artística.
Participó en dos Juegos Olímpicos de Verano, obteniendo dos medallas en el concurso por equipos, plata en Tokio 2020 (junto con Daiki Hashimoto, Kazuma Kaya y Takeru Kitazono) y oro en París 2024 (con Daiki Hashimoto, Shinnosuke Oka, Takaaki Sugino y Kazuma Kaya).
Ganó cuatro medallas en el Campeonato Mundial de Gimnasia Artística entre los años 2018 y 2022.

## Palmarés internacional
| Juegos Olímpicos   | Juegos Olímpicos        | Juegos Olímpicos  | Juegos Olímpicos     |
| Año                | Lugar                   | Medalla           | Prueba               |
| ------------------ | ----------------------- | ----------------- | -------------------- |
| 2020               | Tokio (Japón)           | Medalla de plata  | Concurso por equipos |
| 2024               | París (Francia)         | Medalla de oro    | Concurso por equipos |
| Campeonato Mundial |                         |                   |                      |
| Año                | Lugar                   | Medalla           | Prueba               |
| 2018               | Doha (Catar)            | Medalla de bronce | Concurso por equipos |
| 2019               | Stuttgart (Alemania)    | Medalla de bronce | Concurso por equipos |
| 2022               | Liverpool (Reino Unido) | Medalla de plata  | Concurso por equipos |
| 2022               | Liverpool (Reino Unido) | Medalla de bronce | Concurso individual  |